# Mjölby (comune)
Mjölby è un comune svedese di 25 802 abitanti, situato nella contea di Östergötland. Il suo capoluogo è la città omonima.

## Località
Nel territorio comunale sono comprese le seguenti aree urbane (tätort):
- Hogstad
- Mantorp
- Mjölby
- Skänninge
- Spångsholm
- Sya
- Väderstad

## Amministrazione

### Gemellaggi
- Karmøy
- Hankasalmi
- Häädemeeste
- Rudkøbing
- Slangerup